# Jason Voorhees

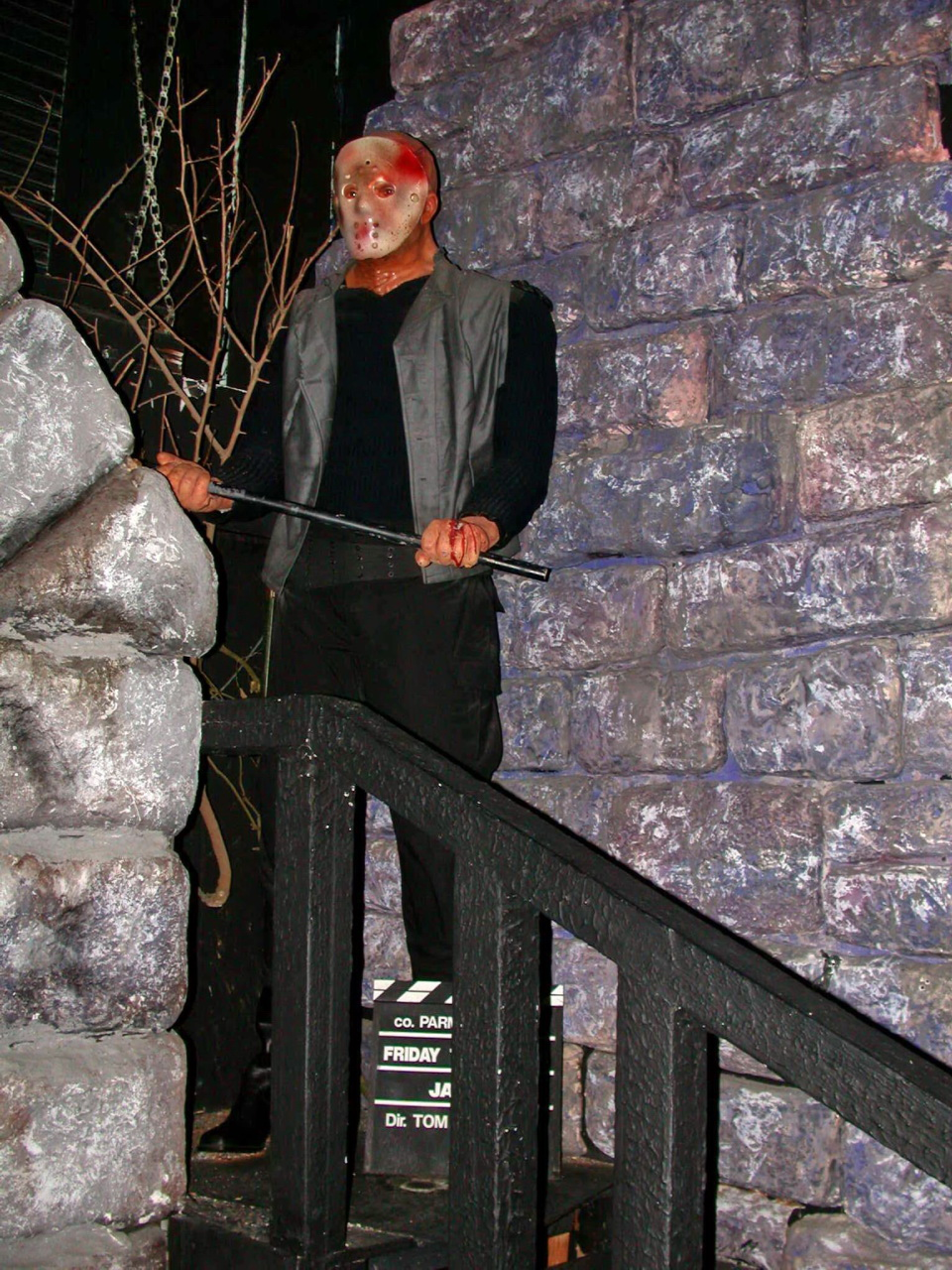
Figura woskowa Jasona Voorheesa

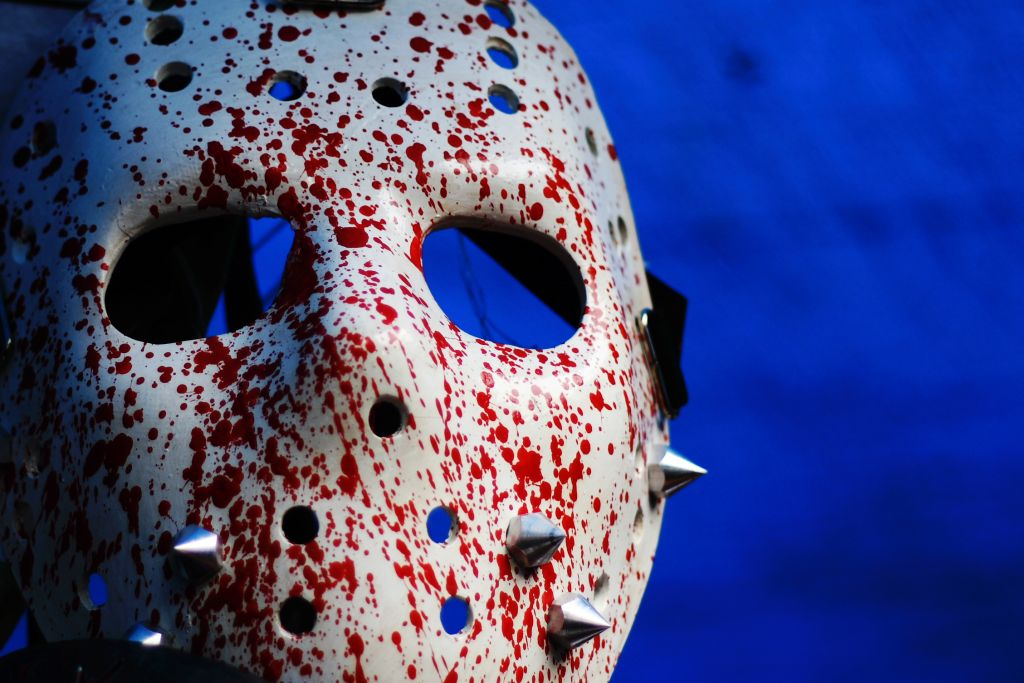
Maska hokejowa Jasona Voorheesa

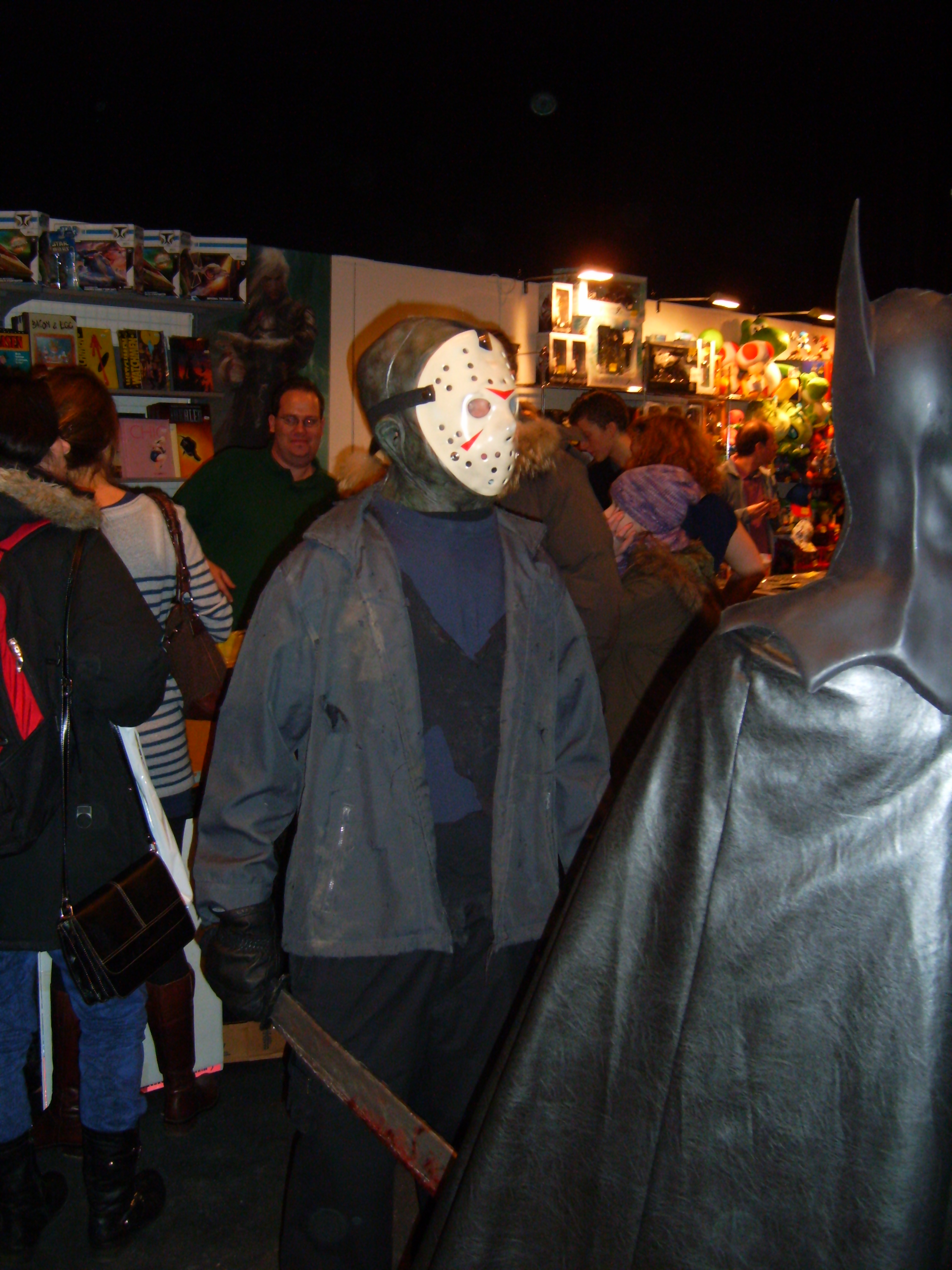
Mężczyzna przebrany za Jasona Voorheesa

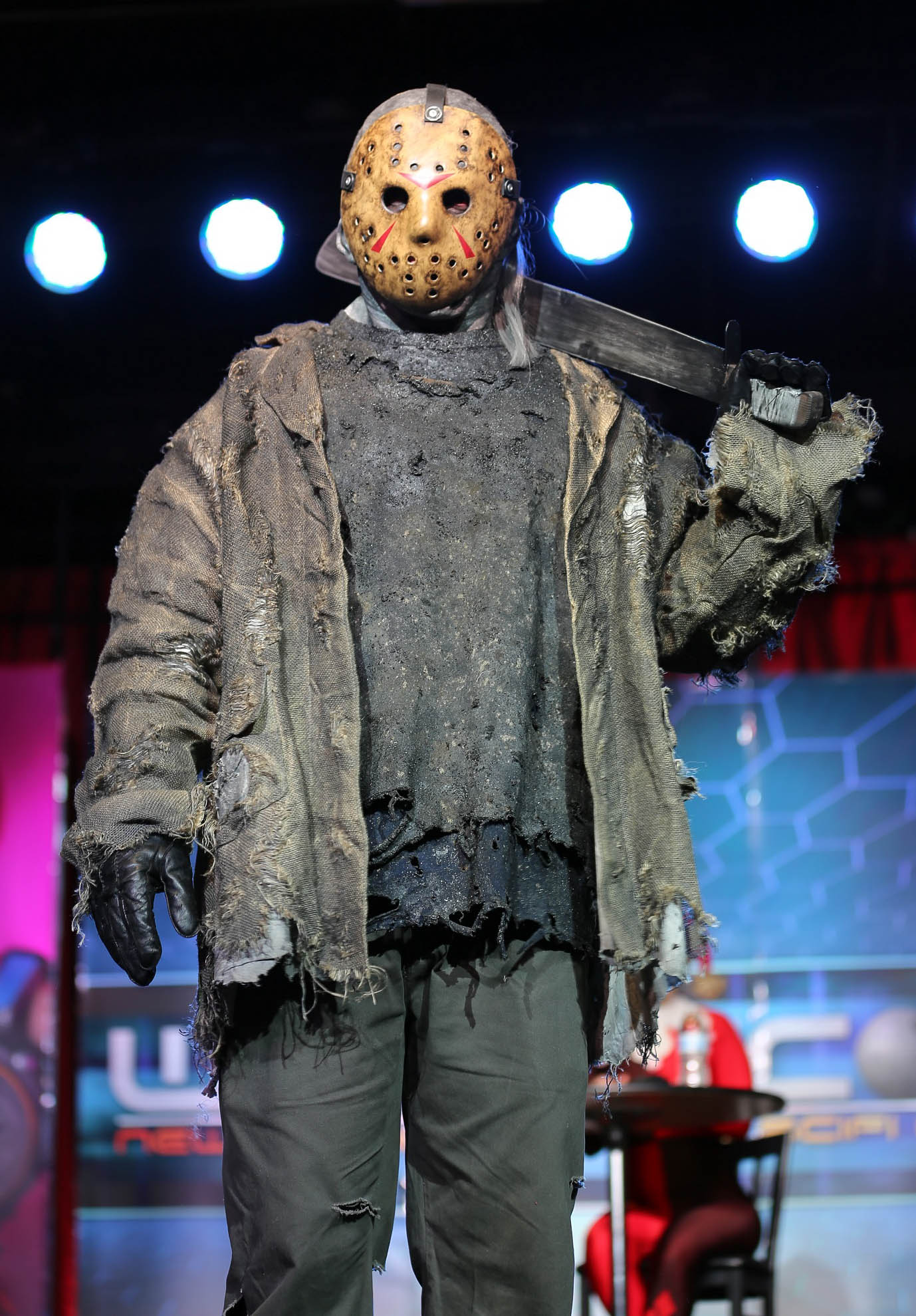

Jason Voorhees (ur. 13 czerwca 1946 r.) – fikcyjna postać filmowa, bohater horrorów z serii Piątek, trzynastego. Wystąpił w dwunastu filmach pełnometrażowych, licznych dokumentach i stał się ikoną popkultury (mimo tego, że w zamyśle twórców pierwszej części swojej sagi miał w ogóle nie istnieć jako odrębna postać filmowa) – jego osoba była niejednokrotnie parodiowana, pojawiała się w charakterze ironicznym w wielu serialach (jak np. Simpsonowie), o Jasonie realizowano nawet komiksy.
Geneza pomysłu na imię złoczyńcy nie jest skomplikowana. „Jason” jest kombinacją imion dwóch synów scenarzysty pierwszego filmu Victora Millera – Josha i Iana; nazwisko „Voorhees” pochodzi od pełnego nazwiska szkolnej koleżanki Millera – „Van Voorhees”, które – w opinii scenarzysty – brzmiało mrocznie.
Jason Voorhees jest grywalną postacią w grze Mortal Kombat X.

## Historia

### Początki Jasona
Na przełomie lat siedemdziesiątych i osiemdziesiątych ubiegłego stulecia wieloletni asystent Wesa Cravena, Sean S. Cunningham, dostał zezwolenie od wytwórni Paramount Pictures na zrealizowanie swojego debiutanckiego poważnego projektu. Był to niskobudżetowy dreszczowiec Piątek, trzynastego – młodzieżowy slasher jakich wiele, z jedną prawdziwą gwiazdą – Betsy Palmer – w roli szaleńczej pani Voorhees i grupą aktorów-debiutantów, obsadzonych w rolach nieszczęsnych studentów, ofiar wspomnianej psychopatki. Cunningham, podobnie jak reszta ekipy współtworzącej film, nawet nie spodziewał się, że zrealizowany za grosze horror przyniesie mu przytłaczające dochody i stanie się jedną z legend kina grozy. Oczywiste stało się, że powstanie sequel Piątku, trzynastego, jednak zanim miało do tego dojść, realizatorzy musieli obmyśleć skuteczny plan kontynuowania serii. A nie było to wcale łatwe, ponieważ główna negatywna bohaterka pierwszej części została w ostatnich minutach obrazu zdekapitowana. Charakteryzator Tom Savini, kreator efektów do Nocy żywych trupów (1968), nadzieję pokładał w ujawniającym się podczas zawiązania akcji filmu Jasonie, synu szalonej pani Voorhees, będącym elementem halucynacji jedynej pozostałej przy życiu bohaterki produkcji. Jason był przyczyną, dla której Pamela Voorhees mordowała niewinnych nastolatków. Utonął bowiem w miejscowym jeziorze Crystal Lake w roku 1957 przez nieuwagę swoich młodocianych opiekunów, sprawujących władzę w tutejszym obozie kempingowym. W kilku ostatnich minutach filmu jedenastoletni Jason wyskakuje z wody i wciąga ocalałą dziewczynę do jeziora. Scena wywołała na Savinim takie wrażenie, że zdecydował doradzić zagubionym realizatorom filmu przywrócenie Jasona w kolejnej części cyklu. Pomysł przypadł do gustu nie tylko Seanowi Cunninghamowi i scenarzyście Victorowi Millerowi, ale również Ronowi Kurzowi, który niedługo później został autorem scenariusza do części drugiej.

### Narodziny legendy Jasona
Przed Kurzem stało nie lada wyzwanie. Piątek, trzynastego spotkał się bowiem z pozytywnym przyjęciem krytyki oraz ogromnym entuzjazmem fanów horroru – Ron musiał więc stworzyć film równie kuriozalny, jak pierwowzór. Kurz postawił przed sobą postać Jasona Voorheesa – chłopca, który rzekomo utonął w Crystal Lake przed dwudziestoma laty. Kurz wysnuł całkiem intratną i nie mniej przerażającą historię Jasona. W zamyśle scenarzysty Jason przeżył niefortunny wypadek nad jeziorem, a schronienie odnalazł w leśnych gęstwinach, budując swój dom w sercu lasu. Co gorsza, był świadkiem śmierci matki i teraz jego zadaniem jest pomszczenie jej zgonu. Tak więc w Piątku, trzynastego II życie traci sprawczyni całego zamieszania z części poprzedniej – Alice Hardy, oraz grupa nastoletniej młodzieży, mającej przygotowywać się w zacisznych rejonach Crystal Lake do opieki nad dziećmi takimi jak Jason dwie dekady wstecz. Ron Kurz przedstawił Jasona jako postawnego, bezlitosnego mężczyznę, mordującego z potworną precyzją i lojalnego postawionej zasadzie – zabijać wszystkich, wszędzie i zawsze – za śmierć matki. W ostatnich minutach filmu Jason pojawia się nawet w scenie bez maski (wcześniej nosił worek zawiązany wokół szyi) – jest (podobnie jak kreowany przez Ariego Lehmana jedenastoletni Jason z części pierwszej) mongoloidem o zdeformowanej czaszce.

### Pojawienie się znaku firmowego
W 1982 roku do Rona Kurza dołączył stary znajomy, Victor Miller, oraz zupełnie nowy członek ekipy – Martin Kitrosser (następnie odpowiedzialny za scenariusz Piątku, trzynastego V: Nowego początku). W trójkę mężczyźni napisali scenariusz do filmu, którego akcja działa się zaledwie dzień po wydarzeniach przedstawionych w części drugiej. Fizycznie Jason właściwie się nie zmienił, wciąż pozostając barczystym, diabelnie silnym mężczyzną (to w tej części jednej ze swoich ofiar miażdży głowę gołymi rękami). Zyskał za to swój dziś, zdawałoby się, nieodłączny atrybut: maskę hokejową (zabrał ją Shelly'emu, jednej ze swych nieszczęsnych ofiar). Dziś maska hokejowa Jasona jest uznawana za jego typową cechę zewnętrzną, przypisywany jest jej charakter kultowy.

### Cechy nadprzyrodzone
Części czwarta i piąta nie obfitowały w elementy nadprzyrodzone (w Ostatnim rozdziale, pierwotnie stworzonym, by zakończyć serię, Jason zostaje zabity, a w części piątej mordercą nie jest Voorhees), zmiany fizjonomiczne Jasona były praktycznie żadne. Dopiero w szóstej części cyklu, Jason żyje, postać Jasona pokierowano w zupełnie nowym, zaskakującym kierunku. Tom McLoughlin wprowadził zarówno w serię, jak i osobę psychopaty, elementy fantastyczno-naukowe. Tym razem Jason, zabity w Ostatnim rozdziale, został pobudzony do życia przez uderzenie pioruna. Prócz postaci Jasona, zmieniono także wymowę filmu – część szósta nie jest już typowym horrorem, ziejącym terrorem i grozą na każdym kroku, a slasherem z elementami czarnej komedii. Taki sam zabieg miał miejsce przy okazji części kolejnych: w Nowej krwi Jason powraca do życia dzięki telekinetycznym zdolnościom głównej bohaterki, w części ósmej do życia przywołują Jasona wyładowania atmosferyczne.

### Voorhees vs. Krueger i dalsze filmy
W 2003 roku azjatycki reżyser Ronny Yu zrealizował film, do którego przymierzano się latami. Był to Freddy kontra Jason. W horrorze tym Jason Voorhees staje naprzeciw Freddy'ego Kruegera, bohatera innej słynnej gore-serii, Koszmaru z ulicy Wiązów.
W roku 2007 w bazie filmowej The Internet Movie Database (IMDb) można było znaleźć informacje na temat powstającego kolejnego filmu z serii Piątek, trzynastego. Premiera w amerykańskich kinach odbyła się w piątek, 13 lutego 2009 roku, a jej reżyserem został Marcus Nispel. Film zrealizowano w konwencji reboota cyklu, całość nawiązywała do pierwszej części Piątku, trzynastego, lecz jej głównym bohaterem został Jason, a nie jego schizofreniczna matka – Pamela Voorhees. Film został jednak negatywnie przyjęty przez krytyków.
Jeszcze w fazie postprodukcji Piątku, trzynastego Nispela, zapowiedziano chęć realizacji kontynuacji.

## Filmy z udziałem Jasona Voorheesa
- 1980: Piątek, trzynastego (Friday the 13th), reż. Sean S. Cunningham
- 1981: Piątek, trzynastego II (Friday the 13th Part II), reż. Steve Miner
- 1982: Piątek, trzynastego III (Friday the 13th Part III), reż. Steve Miner
- 1984: Piątek, trzynastego IV: Ostatni rozdział (Friday the 13th: The Final Chapter), reż. Joseph Zito
- 1985: Piątek, trzynastego V: Nowy początek (Friday the 13th Part V: A New Beginning), reż. Danny Steinmann
- 1986: Piątek, trzynastego VI: Jason żyje (Friday the 13th Part VI: Jason Lives), reż. Tom McLoughlin
- 1988: Piątek, trzynastego VII: Nowa krew (Friday the 13th Part VII: The New Blood), reż. John Carl Buechler
- 1989: Piątek, trzynastego VIII: Jason zdobywa Manhattan (Friday the 13th Part VIII: Jason Takes Manhattan), reż. Rob Hedden
- 1993: Piątek, trzynastego IX: Jason idzie do piekła (Jason Goes to Hell: The Final Friday), reż. Adam Marcus
- 2001: Jason X, reż. James Isaac
- 2003: Freddy kontra Jason (Freddy vs. Jason), reż. Ronny Yu
- 2009: Friday the 13th, reż. Marcus Nispel

Jason Voorhees jest też antybohaterem filmu fanowskiego Never Hike Alone (2017). Jest to jednak produkcja niekanoniczna, niezwiązana z serią oficjalnie.

## Odtwórcy roli Jasona Voorheesa
- Ari Lehman (Piątek, trzynastego)

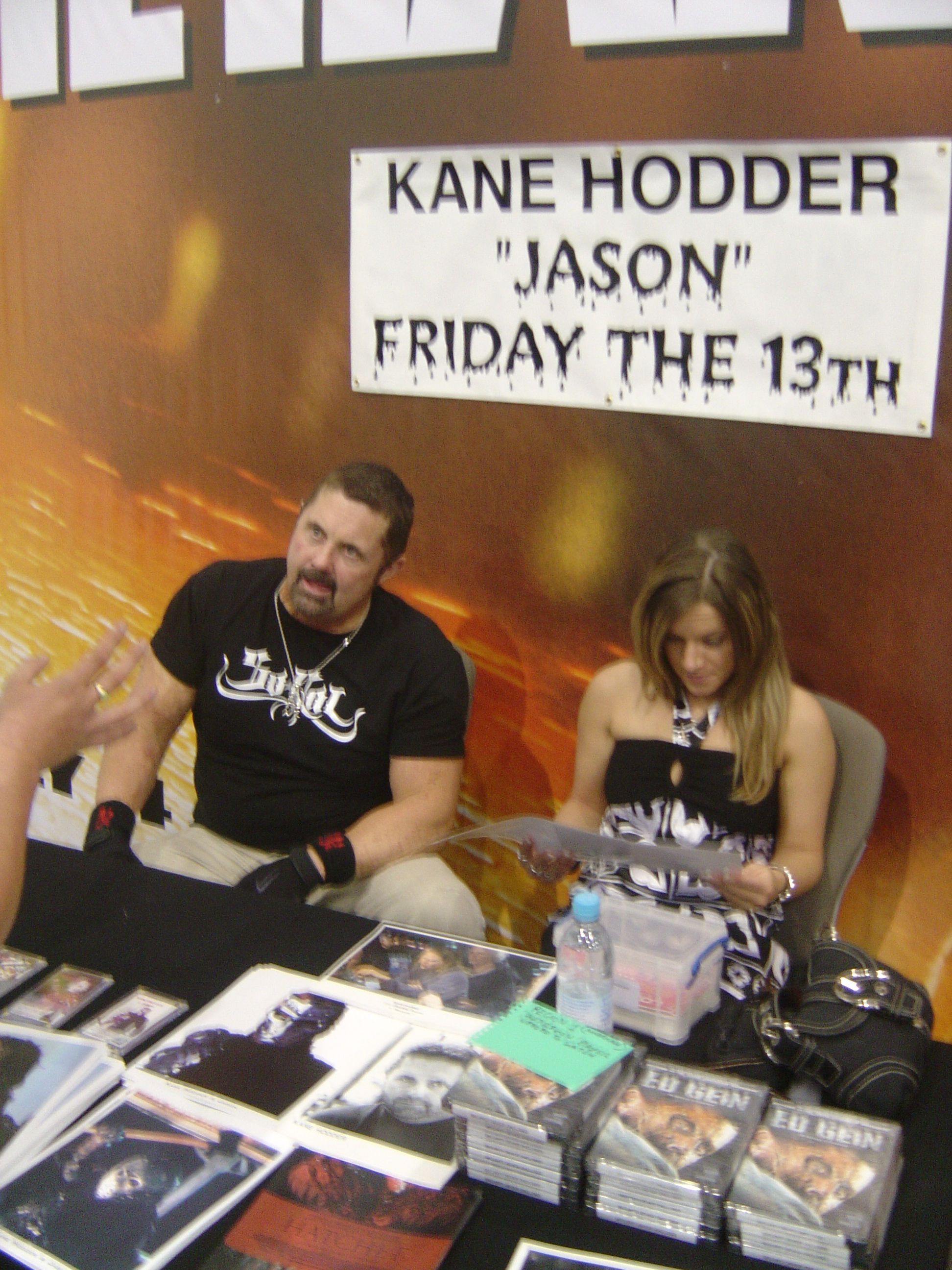
Kane Hodder, odtwórca roli Voorheesa w częściach VII-X serii, wraz z partnerką.

- Warrington Gillette i Steve Dash (Piątek, trzynastego II)
- Richard Brooker (Piątek, trzynastego III)
- Ted White (Piątek, trzynastego IV: Ostatni rozdział)
- Tom Morga (Piątek, trzynastego V: Nowy początek)
- C.J. Graham (Piątek, trzynastego VI: Jason żyje)
- Kane Hodder (Piątek, trzynastego VII: Nowa krew, Piątek, trzynastego VIII: Jason zdobywa Manhattan, Piątek, trzynastego IX: Jason idzie do piekła, Jason X)
- Ken Kirzinger (Freddy kontra Jason)
- Derek Mears (Friday the 13th)